# El Jadida (província)
El Jadida é uma província de Marrocos que faz parte da região de Casablanca-Settat. Tem uma área de 3,869 km² e uma população de 786.716 habitantes (em 2014). A sua capital é a cidade de El Jadida.

## História
Em 2009 a província de El Jadida foi dividida em duas, sendo criada a província de Sidi Bennour. Até a reforma administrativa de 2015 fazia parte da extinta região de Doukkala-Abda. 

### Patrimônio histórico

#### Na comuna deMy Abdellah(Moulay Abdellah)
- Ruínas da povoação Almóada de Tit (Seculo XII)[4].
- Minarete de Moulay Abdellah datado do mesmo período do da Mesquita Koutoubia de Marraquexe[4].

#### Na cidade deEl Jadida.
- Cisterna Portuguesa[4].
- Medina de El Jadida[5].
- Muralhas de El Jadida[5].

## Organização administrativa
A província de El Jadida está dividida em 3 Municípios e 4 círculos (que por sua vez se dividem em 24 comunas).

### Os Municípios
Os municipios são divisões de caracter urbano.
| Municípios | Área (em km²) | Habitantes (em 2014) |
| ---------- | ------------- | -------------------- |
| El Jadida  | 28,1          | 194.934              |
| Azemmour   | 4,35          | 40.920               |
| Lbir Jdid  | 4,29          | 24.136               |

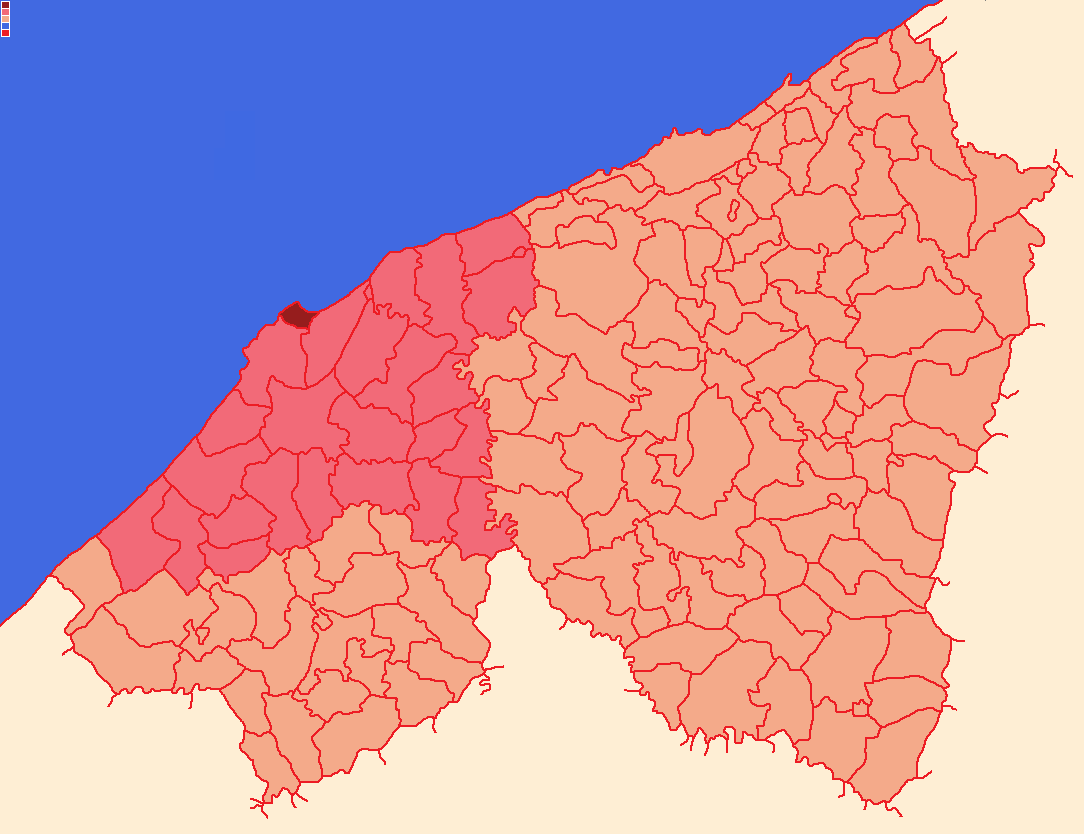
Municipio de El Jadida
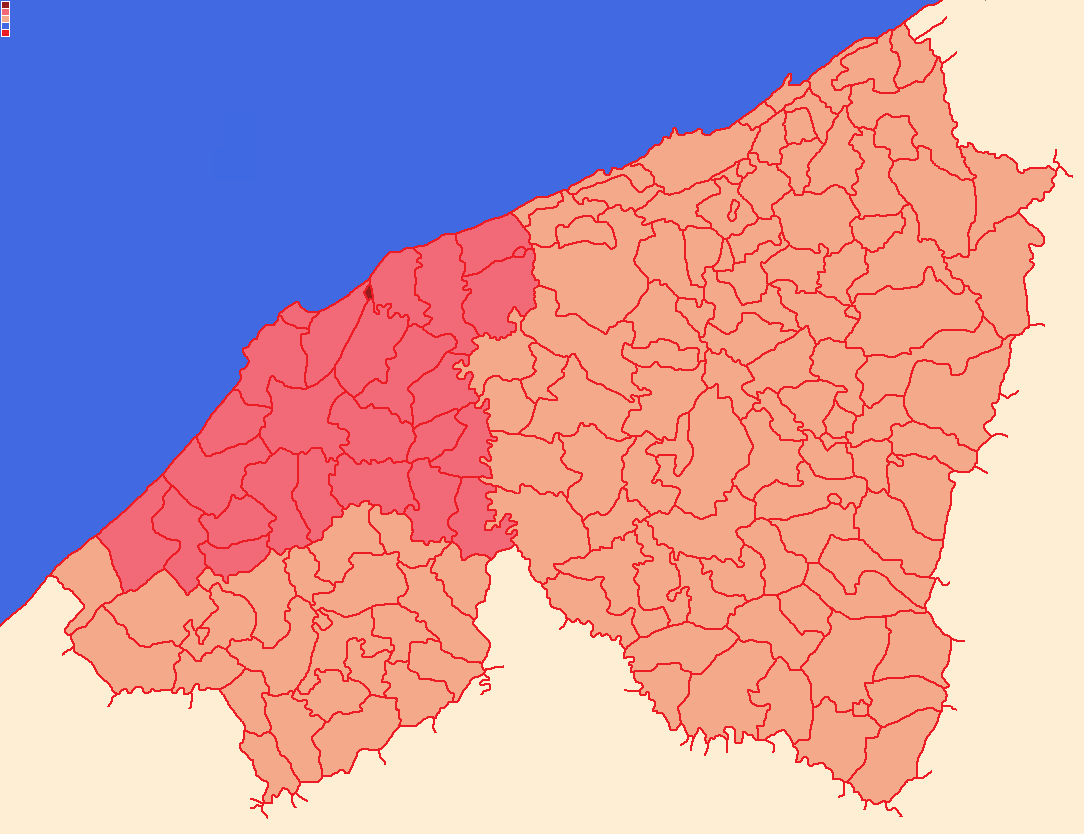
Municipio de Azamor
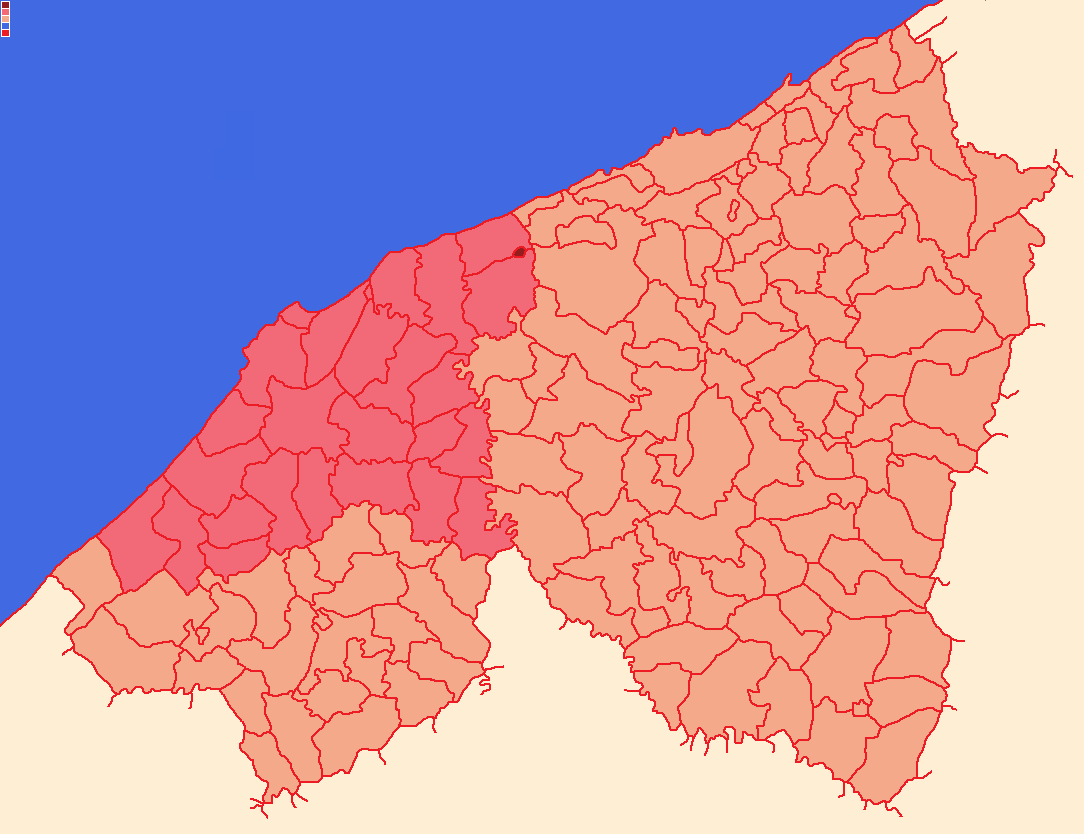
Municipio de Lbir Jdid

### Os Círculos
Os círculos são divisões de caracter rural, que por sua vez se dividem em comunas.
| Círculos   | Habitantes (em 2014) | comunas |
| ---------- | -------------------- | --- |
| El Jadida  | 188.743              | My Abdellah, Oulad Aissa, Ouled Ghanem, Ouled Hcine, Sidi Abed, Sidi M'Hamed Akhdim                                                                                                 |
| Azemmour   | 106.091              | Chtouka, Laghdira, Lamharza Essahel, Sidi Ali Ben Hamdouche |
| Haouzia    | 57.270               | Haouzia, Oulad Rahmoune |
| Sidi Smail | 174.622              | Boulaouane, Chaibate, Mettouh, Mogress, Oulad Hamdane, Oulad Sidi Ali Ben Youssef, Ouled Frej, Sebt Saiss, Si Hsaien Ben Abderrahmane, Sidi Smail, Zaouiat Saiss, Zaouiat Lakouacem |

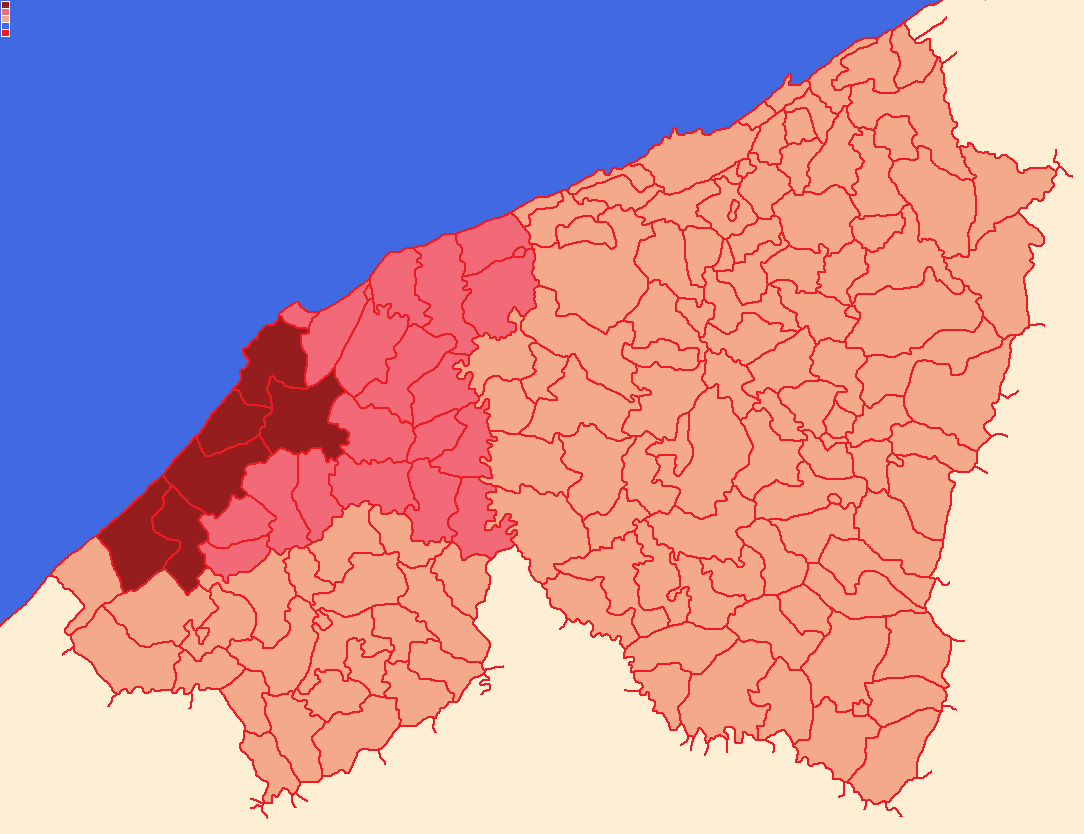
Circulo de El Jadida
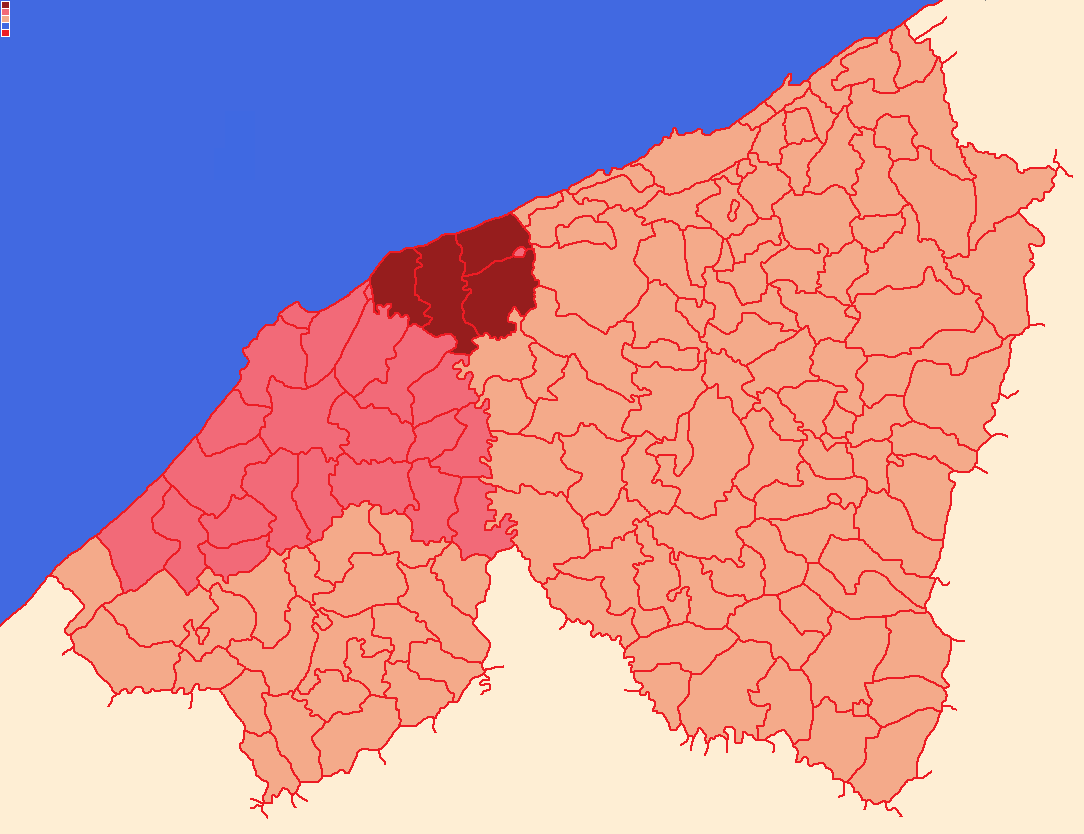
Circulo de Azemmour.
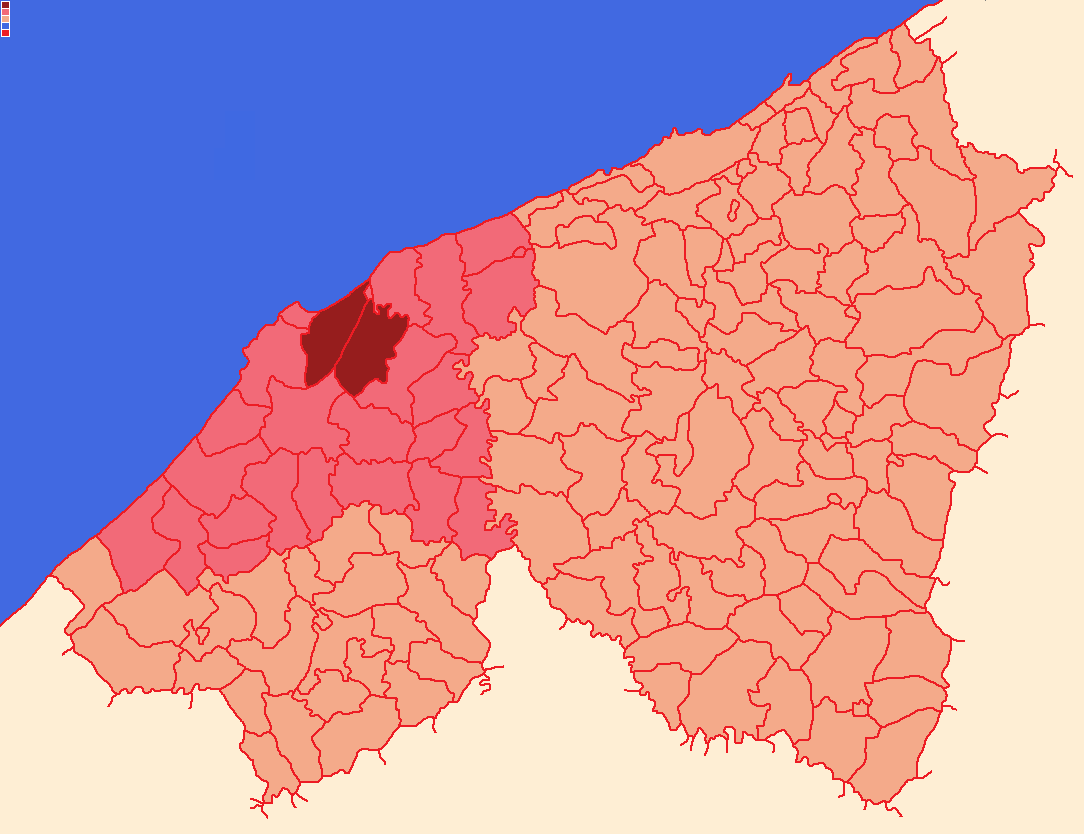
Circulo de Haouzia
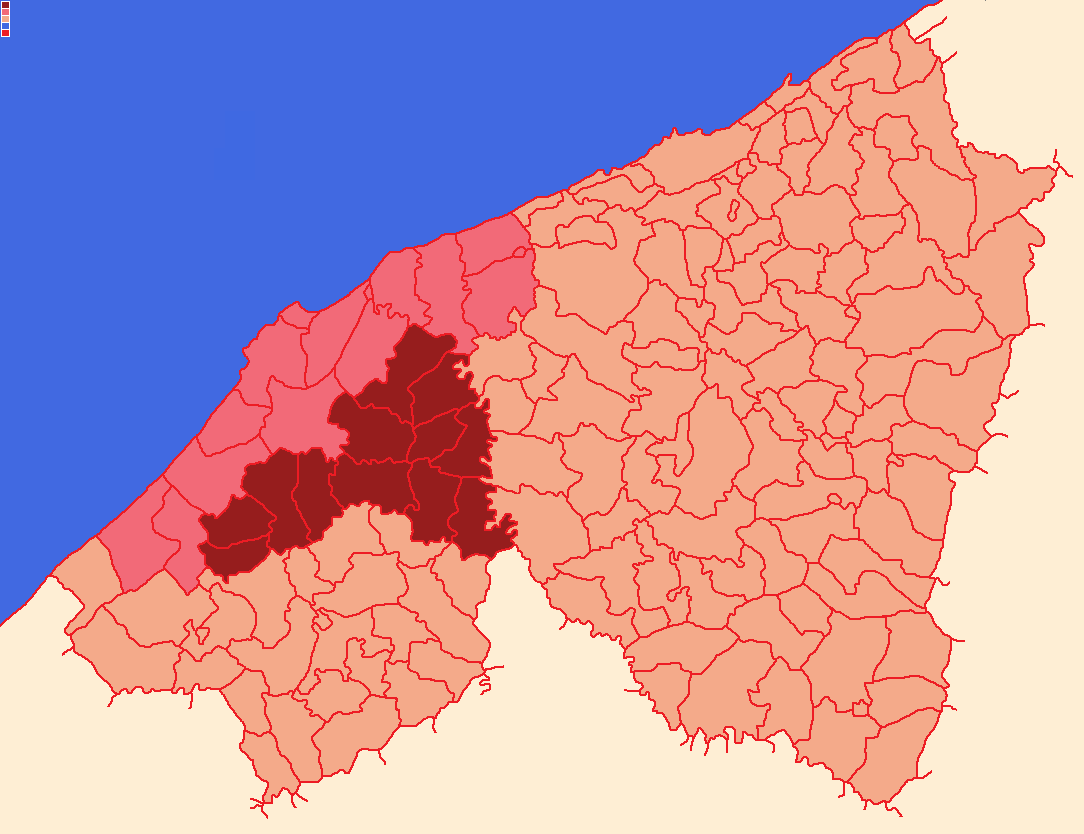
Circulo de Sidi Smail

#### As Comunas
As comunas são divisões de carácter rural, que se agrupam em círculos.
| Comuna                     | Círculo    | Área (em km²) | Habitantes (em 2014) |
| -------------------------- | ---------- | ------------- | -------------------- |
| My Abdellah                | El Jadida  | 160           | 74.671               |
| Oulad Aissa                | El Jadida  | 156,5         | 23.370               |
| Ouled Ghanem               | El Jadida  | 220           | 24.775               |
| Ouled Hcine                | El Jadida  | 246           | 32.130               |
| Sidi Abed                  | El Jadida  | 120           | 22.980               |
| Sidi M'Hamed Akhdim        | El Jadida  | 160           | 10.817               |
| Chtouka                    | Azemmour   | 156           | 33.170               |
| Laghdira                   | Azemmour   | 140           | 19.973               |
| Lamharza Essahel           | Azemmour   | 120           | 17.766               |
| Sidi Ali Ben Hamdouche     | Azemmour   | 110,9         | 35.182               |
| Haouzia                    | Haouzia    |               | 28.821               |
| Oulad Rahmoune             | Haouzia    | 231           | 28.449               |
| Boulaouane                 | Sidi Smail | 100           | 14.485               |
| Chaibate                   | Sidi Smail | 105           | 9.877                |
| Mettouh                    | Sidi Smail | 118           | 25.856               |
| Mogress                    | Sidi Smail | 136           | 15.705               |
| Oulad Hamdane              | Sidi Smail | 122           | 11.577               |
| Oulad Sidi Ali Ben Youssef | Sidi Smail | 105           | 10.032               |
| Ouled Frej                 | Sidi Smail | 113           | 19.752               |
| Sebt Saiss                 | Sidi Smail | 95            | 10.488               |
| Si Hsaien Ben Abderrahmane | Sidi Smail | 115           | 5.990                |
| Sidi Smail                 | Sidi Smail | 140           | 28.733               |
| Zaouiat Saiss              | Sidi Smail | 100           | 11.160               |
| Zaouiat Lakouacem          | Sidi Smail | 108           | 10.967               |

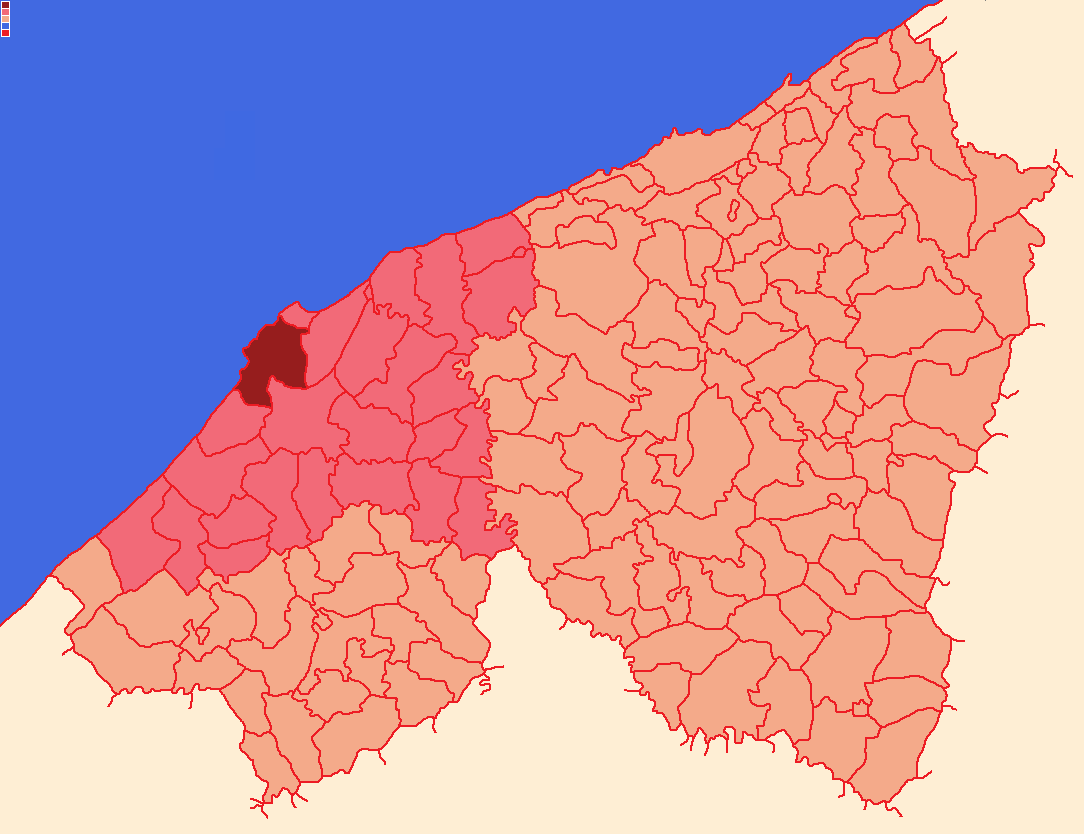
Comuna de My Abdellah

##### Principais povoações nas comunas
As principais povoações nas comunas são:
| Povoação               | Comuna                 | Habitantes (em 2014) |
| ---------------------- | ---------------------- | -------------------- |
| Sidi Ali Ben Hamdouche | Sidi Ali Ben Hamdouche | 8.666                |
| Moulay Abdellah        | My Abdellah            | 12.456               |
| Oulad Ghadbane         | My Abdellah            | 6.152                |
| Sidi Bouzid            | My Abdellah            | 6.174                |
| Oulad Frej             | Ouled Frej             | 13.272               |
| Sidi Smail             | Sidi Smail             | 5.565                |